# 집의 시간들
《집의 시간들》(A Long Farewell)은 한국에서 제작된 라야 감독의 2017년 다큐멘터리 영화이다. 김채순 등이 주연으로 출연하였다.

## 출연

### 주연
- 김채순
- 함동산
- 정혜숙
- 윤원준
- 박예나
- 한기린
- 배미순
- 김기수
- 이기연
- 김청림
- 이인규
- 한경숙
- 정현지

## 기타
- 녹음: 조용기, 이인규
- 음향편집: 라야
- 믹싱: 오정균
- 사운드: 이혜민
- 마케팅총괄: 김신형
- 로케이션매니저: 이인규
- 배급: 김신형
- 배급 진행: 박선하
- 후반작업 지원: 김형희
- 후반작업 지원: 김동민
- 후반작업 지원: 김용태